# راي ميتشيل
راي ميتشيل هو سياسي كندي، ولد في 6 أكتوبر 1897، وتوفي في 15 يونيو 1984.